# Рёмер, Герман
Георг Карл Герман Рёмер (англ. Hermann Roemer; 4 января 1816, Хильдесхайм — 24 февраля 1894, там же) — немецкий политик, юрист, геолог, сенатор. коллекционер произведений искусства. Почётный гражданин города Хильдесхайм.

## Биография
Сын судьи Христиана Фридриха Ремера (1776—1821). Брат Фердинанда и Фридриха Рёмеров.
C 1836 по 1839 год изучал право и геологию в университетах Гёттингена и Гейдельберга. С 1840 года работал в городском суде в Хильдесхайма, в 1849 году стал асессором.
В 1844 году участвовал в создании музея, ныне Музей Рёмера и Пелицеуса, известного своей обширной коллекцией искусства Древнего Египта в Хильдесхайме, второго по значимости после берлинского, названного в честь Германа Рёмера и коллекционера древностей Вильгельма Пелицеуса.
Политик, член национал-либеральной партии. В ноябре 1852 года стал сенатором городского совета Хильдесхайма.
С 1867 по 1890 год был депутатом в рейхстаге Северогерманского союза.
Был членом Общества немецких естествоиспытателей и врачей. В 1882 году вышел на пенсию и получил степень почётного доктора Гёттингенского университета.

## Избранные публикации
- «Geognostische Karte von Hannover und d en angrenzenden Lä ndern» (1852), объяснения к этой карте (Берлин, 1851) и «Geologische Verh ä ltnisse der Stadt Hildesheim» (Берлин, 1883).